# Lúcio Petit da Silva
Lúcio Petit da Silva, conhecido como Beto, nasceu em Piratininga (SP), no dia 1˚ dezembro de 1943. Era filiado da Organização política Partido Comunista do Brasil (PCdoB). Filho de José Bernardino da Silva e Julieta Petit da Silva. Seus três irmãos: Maria Lúcia, Jaime e Laura e ele foram perseguidos pela ditadura militar. A família toda foi controlada por órgãos de espionagens da ditadura desde 1969. Laura foi a única sobrevivente da família Petit Silva.
Os mortos e desaparecidos da família são casos investigados pela Comissão da Verdade, que apura mortes e desaparecimentos na ditadura militar brasileira. Os desaparecidos são pessoas que não tiveram seu corpo entregue à família e, por isso, não puderam ser sepultadas.

## Vida Pessoal
Lúcio cursou o primário em Amparo e o ginásio em Duartina no interior de São Paulo. Começou a trabalhar desde cedo pela dificuldade financeira da família. Terminou o colegial em Itajubá, MG, onde morou com um tio e se formou no Instituto Eletrotécnico de Engenharia. Começou na vida política quando ainda estava na faculdade por meio do diretório acadêmico, no qual era encarregado do setor de cultura. Escrevia sobre os problemas sociais brasileiros em  poemas e crônicas para o jornal O Dínamo, do diretório. Também participou do Centro Popular de Cultura (CPC) da União Nacional dos Estudantes (UNE).
Em 1965, trabalhou em São Paulo como engenheiro das empresas Light, Engemix e da C.I Nativa, em Campinas. Por volta dos anos 1970, o engenheiro largou seu trabalho para focar na militância política. Ele foi para o sudoeste do Pará, local escolhido pelo PCdoB, partido de qual fazia parte, para iniciar a Guerrilha do Araguaia.
Dos quatro irmãos Petit Silva, apenas Maria Lúcia sobreviveu. Jaime foi metralhado pelo Exército brasileiro numa cabana no meio da mata, na região do Araguaia, na divisa entre os estados do Pará, Maranhão e, na época, Goiás (hoje Tocantins). Os disparos foram tantos e tão intensos que a choupana pegou fogo. Do lado de dentro, um homem magro, doente, sozinho, desarmado – o que desmonta a tese de confronto propagada pelos militares. Os restos mortais de Maria Lúcia foram encontrados no cemitério de Xambioá, no interior do Tocantins. A família, assim, pôde enterrá-la, em Bauru (SP), em 1996. Ela estava desaparecida desde 1972.  Em 1973, Jaime Petit da Silva foi assassinado pelo regime militar. Um ano depois, Lúcio, o mais velho, teve o mesmo destino.

## Vida Política
A militância de Lucio começou na faculdade, no diretório acadêmico, na parte cultural.  O guerrilheiro escrevia sobre os problemas sócias do pais para o jornal da faculdade. Na década de 70, Lúcio decidiu que queria seguir no caminho político. Abandonou o trabalho e partiu para o sudeste do Pará – local foi escolhido pelo Partido Comunista do Brasil para iniciar a Guerrilha do Araguaia. Nesse momento, ele destacou-se como um excelente mateiro, seus poemas eram recitados nas sessões de terecô. A carreira de Lúcio decolou e ele se tornou vice-comandante do Destacamento A- Helenira Rezende. Conhecido como Beto, ele foi visto pela última vez por seus companheiros em 14 de janeiro de 1974, após um tiroteio com as Forças Armadas.

## Dados sobre sua morte
Consta do já citado relatório assinado por quatro procuradores do Ministério Público Federal de São Paulo: “Jaime Petit da Silva, morto em confronto, teve a cabeça decepada e enterrado em cova rasa, perto da Grota do Buragiga, Município de São Geraldo do Araguaia, onde hoje seria pasto da Fazenda de propriedade do Sr. Antônio Costa. A cabeça foi entregue a um oficial do Exército, que a  evou para a base de São Raimundo”. O livro de Hugo Studart acrescenta que o corpo de Jaime Petit teria sido deixado insepulto, coberto por palha de coqueiro1.
De acordo com o Relatório Arroyo, documento escrito pelo dirigente Ângelo Arroyo que escapou do cerco militar à região da guerrilha em 1974.
“Dia 14 [de janeiro de 1974], acamparam próximo a uma capoeira abandonada onde a casa do morador havia sido queimada pelo Exército. Ao amanhecer do dia 14, dois companheiros foram ver se conseguiam alguma mandioca... às 9h30, quando estavam preparando uma refeição, ouviram um barulho estranho na mata. Ficaram de sobreaviso, com as armas na mão. Viram então os soldados que vinham seguindo o rastro e passaram a uns dez metros de onde os companheiros se encontravam. Os soldados atiraram, ouviram-se várias rajados. J. [ ângelos Arroyo], Zezim e Edinho [[[Hélio Luiz Navarro de Magalhães]]] escaparam por um lado. Não se sabe se os outros três – Piauí [[[Antônio de Pádua Costa]]], Beto [Lúcio Petit da Silva] e Antônio [[[Antônio Ferreira Pinto]]] – também escaparam.”

## Documento Oficial
Relatório da Marinha, afirma que foi morto em março de 1974

## Depoimentos
Em depoimento prestado ao MPF em julho de 2001, Margarida Ferreira Félix afirmou:
[...] no dia 21 de abril de 1974, os três últimos guerrilheiros foram presos na casa do Manezinho das Duas, quando eles vieram pedir um pouco de sal; que os guerrilheiros eram o Beto [Lúcio Petit da Silva], Antônio [Antônio Ferreira Pinto] e Valdir [Uirassu de Assis Batista]; que os soldados do Exército enganaram os guerrilheiros, simulando que estavam pousando o helicóptero na casa da declarante, mas na verdade uma equipe de soldados foi para a casa do Manezinho das Duas, e lá prenderam os três; que o marido da declarante ajudou a embarcar os três guerrilheiros vivos em um helicóptero do Exército.
Seu marido, o ex-guia do Exército Antônio Félix da Silva, complementa:
[...] em abril de 1974, poucos militares ainda andavam na mata; que os militares achavam que apenas três ou quatro guerrilheiros ainda estavam vivos; que os militares pousaram em uma clareira perto de sua casa e foram a pé até a casa de Manezinho das Duas e se esconderam em um bananal próximo da casa; que no dia seguinte, pela manhã, o declarante foi até a casa do Manezinho das Duas, conforme determinação dos militares; que lá chegando, por volta das 7 da manhã, do dia 21 de abril de 1974, o declarante viu Antônio, Valdir e Beto sentados em um banco na sala da casa, com os pulsos amarrados para trás com uma corda fina, parecendo ser nylon; que o declarante viu um militar se comunicando pelo rádio; que, por volta das 9 da manhã, chegou o helicóptero que levou os militares e os três prisioneiros; que o declarante apenas percebeu que Valdir estava ferido, parecendo ser um lecho [ferida de leishmaniose] na batata de sua perna, que atingia metade da mesma, tendo dificuldade para andar até o helicóptero.
Conforme depoimento prestado ao MPF por Adalgisa Moraes da Silva, os três guerrilheiros foram levados presos para a base militar de Bacaba, localizada próxima a São Domingos do Araguaia (PA), às margens da Transamazônica, onde foi construído um centro de torturas e um capo de concentração das Forças Armadas, e que se tornou , também, segundo moradores da região, um cemitério clandestino. A partir daí não se obteve mais nenhuma informaçãoo sobre o paradeiro dos três.
Em depoimento ao MPF, em 2001, o ex-guia do Exército, Sinézio Martins Ribeiro,afirmou:
Josias entregou um local na mata que era ponto de encontro dos guerrilheiros, caso se perdessem após algum tiroteio com o Exército; que quem levou os guias ao local foi o próprio Josias; que ao se aproximar do local ele apontou com o dedo e voltou; que nesse instante o Jaime atirou dois tiros e errou e que não atirou mais porque a bala engasgou na arma; que a seguir a equipe atirou muito que a mata ficou cheia de fumaça; que quando abaixou a fumaça, Piauí foi de rastro e pediu aos outros para darem tiros compassados por cima dele; que quando Piauí chegou, constatou que o Jaime estava morto; que ele tinha um pouco de milho e de sal, uma colher, uma lata de óleo para cozinhar e um moinho de moer milho; que não tinha camisa e a calça estava toda esfarrapada; que as pernas estavam cheias de feridas de “leicho”; que ele estava muito magro, tinha 5 a 6 cartuchos de bala; que ele foi atingido por muitas balas de FAL; foi atingido no braço e quebrou o relógio; que ele tinha documento de identidade; que retiraram ele da cabana e desceram ele para o pé do morro, onde retiraram a cabeça; que a cabeça foi colocada num saco plástico e levada na mochila do Baixinho [Raimundo]; que não tinham como cavar a cova; que cavaram com facão e pedaço de madeira por isso a cova ficou rasa; que colocaram por cima do corpo umas cuncas de coco; que foram a pé até a casa do Raimundo Galego; que lá já os esperava o Dr. Augusto, que trabalhava na base de São Raimundo, onde acredita que tenha ficado a mochila com a cabeça do Jaime; que isto ocorreu por volta de 15 dias após a morte do Chicão; que o Jaime foi morto há aproximadamente 5 km da casa do Raimundo Galego, perto da grota do Ezequiel.
Pedro Ribeiro Alves, conhecido como Pedro Galego, também prestou o seu depoimento ao MPF em 2001, após ser intimado por ordem policial. Ele disse:
[…] os militares chamaram o depoente uma vez para ir até a grota da Boragiga, porque lá se encontrava o corpo do guerrilheiro Jaime, e avisaram ao declarante que já tinham tirado a cabeça do morto, e que era para o declarante enterrar o corpo; que quem comunicou isto ao declarante foi o comandante Maulino, militar do Exército, que comandava um grupo de militares que andava pela mata; que o comandante Maulino também mandou o declarante fazer guarda no local para ver se algum outro guerrilheiro apareceria; que o declarante foi até o local e encontrou de fato um corpo sem a cabeça, e pôde reconhecer como sendo o corpo de Jaime, já que conheceu Jaime em vida, e se tratava de uma pessoa de estatura baixa, moreno escuro, tal qual o corpo que estava no local; que o declarante não sabe como ocorreu a morte de Jaime, mas sabe que Sinézio participava do grupo de militares que mataram Jaime; que o corpo de Jaime foi enterrado na Grota da Boragiga; que hoje em dia fica no pasto da Fazenda do Antônio Costa.

## Providencias posteriores
O nome Lúcio Petit consta na lista de desaparecidos políticos do anexo I, da lei 9.140/95.
Em homenagem , a cidade de Campinas deu seu nome a uma rua. Lúcio Petit da Silva foi homenageado pela cidade de São Paulo (SP), que deu seu nome a uma rua no bairro Visconde do Rio Branco. Outra rua com seu nome se localiza em Belo Horizonte (MG).

## Documentos
Artigo de jornal
Jornal da Cidade, Bauru, 18 jun. 1996. "Petit é sepultada como heroína nacional", "Amigas se impressionavam com visão crítica", "Hino Nacional foi cantado no cemitério Jardim Ypê", "Irmão faz depoimento comovente na Câmara", "Livro vai contar como eram os guerrilheiros", "O que foi a Guerrilha". Informa como foi o sepultamento de Maria Lúcia, o reinício das buscas dos restos de seus irmãos, Jaime e Lúcio e que Regilena de Aquino, viúva de Jaime Petit, pretende lançar um livro sobre o cotidiano dos guerrilheiros do Araguaia para resgatar as histórias das pessoas com quem conviveu no Araguaia. O último artigo explica o que foi a Guerrilha do Araguaia.
Artigo de jornal
Jornal da Cidade, Bauru, 16 jun. 1996. "Funeral de Petit será ato contra perseguição", "Unicamp identificou ossos de guerrilheira". Informa que o funeral da guerrilheira Maria Lúcia Petit, neste dia, em Bauru, deve ficar marcado como movimento e ato contra a perseguição política no Brasil. Trata-se dos restos mortais do primeiro desaparecido político do Araguaia encontrado e identificado. Maria Lúcia nasceu em Agudos, mas passou boa parte de sua vida em Duartina e Bauru. Junto com ela, lutaram no Araguaia dois de seus irmãos, Jaime e Lúcio, cujos restos mortais ainda não foram identificados. A UMESB, entidade de estudantes secundaristas de Bauru, e o Grêmio Estudantil “Maria Lúcia Petit da Silva” estão organizando participação no funeral. Segundo presidente da UMESB, Petit era liderança no movimento estudantil paulista, assim como Antônio Guilherme Ribeiro Ribas, também desaparecido no Araguaia, que foi presidente da entidade no Estado entre os anos de 1968 e 1969. A identificação da ossada, encontrada em 1991 no cemitério de Xambioá, GO, foi feita pelo Departamento de Medicina Legal da UNICAMP e possível graças ao reconhecimento de sua arcada dentária, pois Maria Lúcia havia feito uma restauração em Duartina, em 1967. Além disso, alguns objetos que portava e cabelos aparecem numa fotografia feita pelo próprio Exército, o qual utilizava estes registros para identificar militantes do Partido Comunista do Brasil (PC do B).

## Os irmãos Petit nos movimentos universitários
Os irmãos Lúcio Petit da Silva, Jaime Petit da Silva e Maria Lúcia Petit lutaram na Guerrilha do Araguaia. O mais velho, Lúcio, saiu das fileiras do movimento estudantil universitário, tendo contribuído com o Centro Popular de Cultura da União Nacional dos Estudantes e presidido o diretório acadêmico da Escola Federal de Engenharia de Itajubá, atual UNIFEI. Jaime foi líder estudantil em Itajubá, sendo presidente da União Itajubense de Estudantes Secundaristas. Os três, integrantes do Partido Comunista do Brasil, desapareceram após confronto com forças militares, junto com diversos militantes desse movimento guerrilheiro. Atualmente, quem passar pela alameda que contorna a sede do Diretório Acadêmico da Escola Federal de Engenharia de Itajubá vai encontrar o Centro Cultural Jaime Petit, que leva esse nome sua homenagem. O nome dos três pode ser encontrado na lista de desaparecidos pelo regime militar brasileiro, no livro Brasil: Nunca Mais ou no Projeto ORVIL. O documentário "Quando só resta a memória: 40 anos de busca pelos irmãos Petit", lançado em 2013, conta a história dos irmãos.